# Juridikum
juridikum - zeitschrift für kritik | recht | gesellschaft ist eine 1989 als Studierendenprojekt gegründete und seit 2000 im Verlag Österreich erscheinende juristische Fachzeitschrift.
Die derzeit von Maximilian Blaßnig, Isabell Doll, Paul Hahnenkamp, Antonia Reiss und Nikolaus Wieser herausgegebene Zeitschrift versteht sich als „unkonventionelle Zeitschrift mit interdisziplinärem Anspruch“ und nimmt nach eigenen Angaben „eine kritisch-hinterfragende Haltung“ gegenüber dem „juristischen Mainstream“ ein. Die Zeitschrift erscheint vierteljährlich in Einzelheften, die jeweils in drei Teile gegliedert sind. Jedes Heft erscheint mit einem Thema, dem als inhaltlicher Schwerpunkt ein Teil gewidmet ist. Die Rubrik „recht&gesellschaft“ thematisiert aktuelle Fragen zum Verhältnis von Rechtspolitik, Rechtspraxis, Rechtstheorie und Gesellschaft; ein dritter Teil beinhaltet Glossen und Rezensionen.
Alle Ausgaben der Zeitschrift seit 1989 sind digitalisiert und online zugänglich. Die beiden aktuellen Jahrgänge sind dabei über die Rechtsdatenbank RDB einzusehen (Archiv bis 2002) oder über den Verlag bestellbar. Ältere Ausgaben stehen als kostenfreie Downloads zur Verfügung.